# Durlinsdorf
Durlinsdorf (Deerlesterf in alsaziano,Dürlinsdorf in tedesco) è un comune francese di 558 abitanti situato nel dipartimento dell'Alto Reno nella regione del Grand Est.

## Società

### Evoluzione demografica
Abitanti censiti